# قلعة العرفاء
قلعة العرفاء هي قلعة تاريخية تقع على السفح الشمالي الغربي لجبل العرف بالعرفاء شرق مطار الحوية في شمال مدينة الطائف وقد بنيت على الطراز العباسي و يرجح أنها تعود لأواخر القرن 13 هجري (19 ميلادي). بينما تذكر موسوعة المملكة العربية السعودية بأنها أنشئت خلال القرن الـ12 هجري 

## التسمية
تمت تسميتها بقلعة العرفاء لوقوعها على مكان مرتفع من الأرض كما تسمى أيضًا باسم قلعة شائق و قلعة الشريف أو قلعة جبل العرف.

## مخطط القلعة
بينت القلعة على شكل مستطيل وبها برجان للمراقبة أحدهما في الركن الشمالي الغربي والآخر في الركن الجنوبي الشرقي وقد زينت الحافة العلوية بكلاهما بأشكال مثلثات رأسية من أحجار المرو الناصع بياضًا، وتتكون القلعة من غرف ذات مساحات كبيرة ويبلغ ارتفاع القلعة ثلاثة أدوار، الثاني والثالث تم بناؤهما من الطين لأجل تخفيف الحمل على قواعد الطابق الأول الأساسي.
بداخل القلعة حُفرت عدة آبار مياه حيث خصصت لتوفير المياه العذبة لسكان القلعة.

## الآثار
تحتوي القلعة على نقوش قديمة من الخط الثمودي والمدني بالإضافة إلى رسوم حيوانية والآدمية.